# Guîtres
Guîtres francia település Gironde megyében az Aquitania régióban. Lakosainak száma 1637 fő (2022. január 1.). Lakóit Bayardois-nak nevezik.

## Története
A latin Aquistriae (három víz) szóból ered a település neve.
A város a hugenották székhelye volt 1587-ben.

## Adminisztráció
Polgármesterek:
- 2001–2020 Francis Péjean (PS)

## Demográfia
| Lakosok száma | 1279 | 1377 | 1403 | 1532 | 1663 | 1611 | 1589 | 1591 | 1606 | 1637 |
|               | 1968 | 1982 | 1990 | 2006 | 2013 | 2015 | 2017 | 2019 | 2020 | 2022 |

## Látnivalók
- Notre-Dame de Guîtres
- IV Henrik kori történelmi emlékek

### Galéria

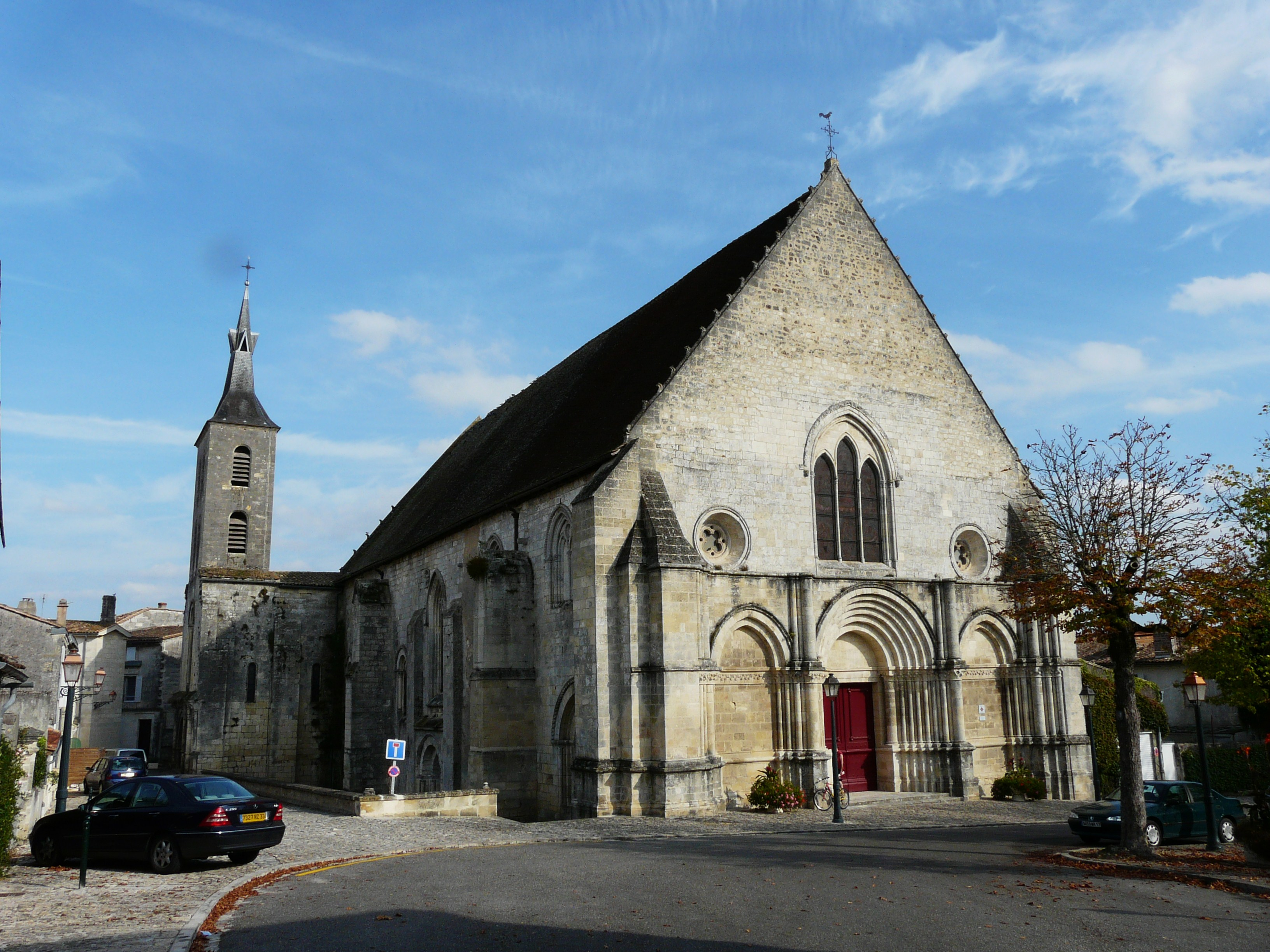
Notre-Dame
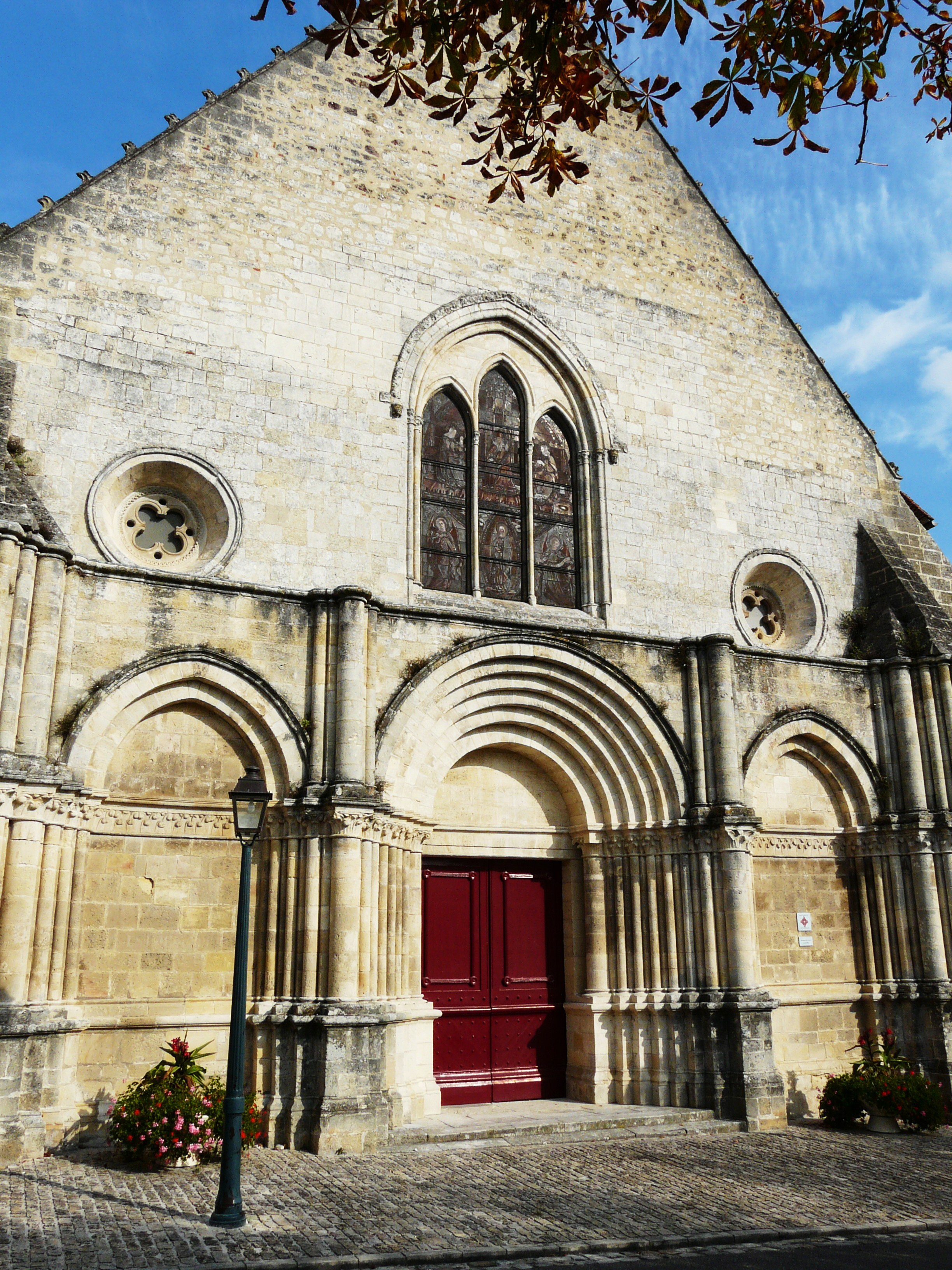
Notre-Dame
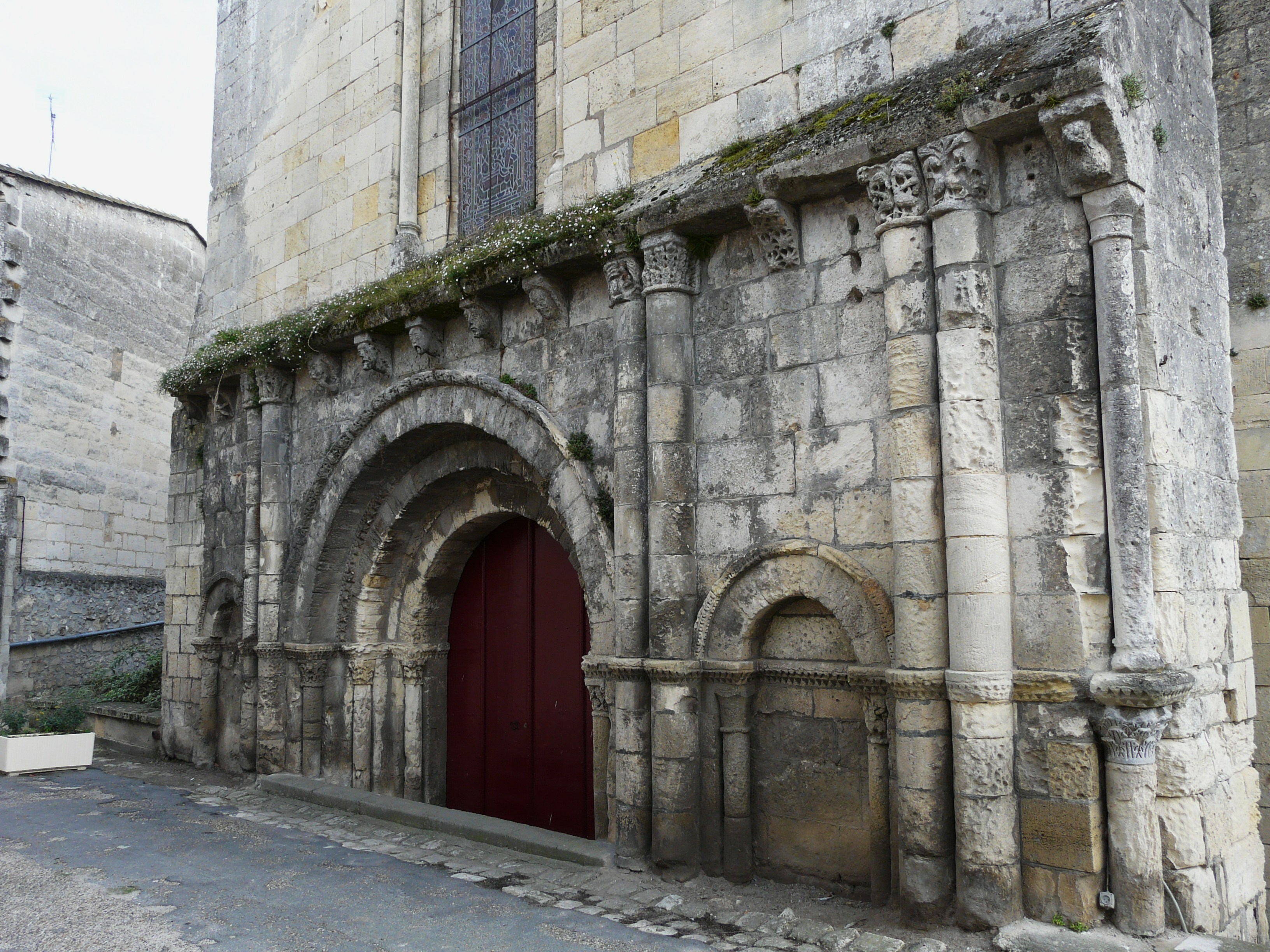
Notre-Dame
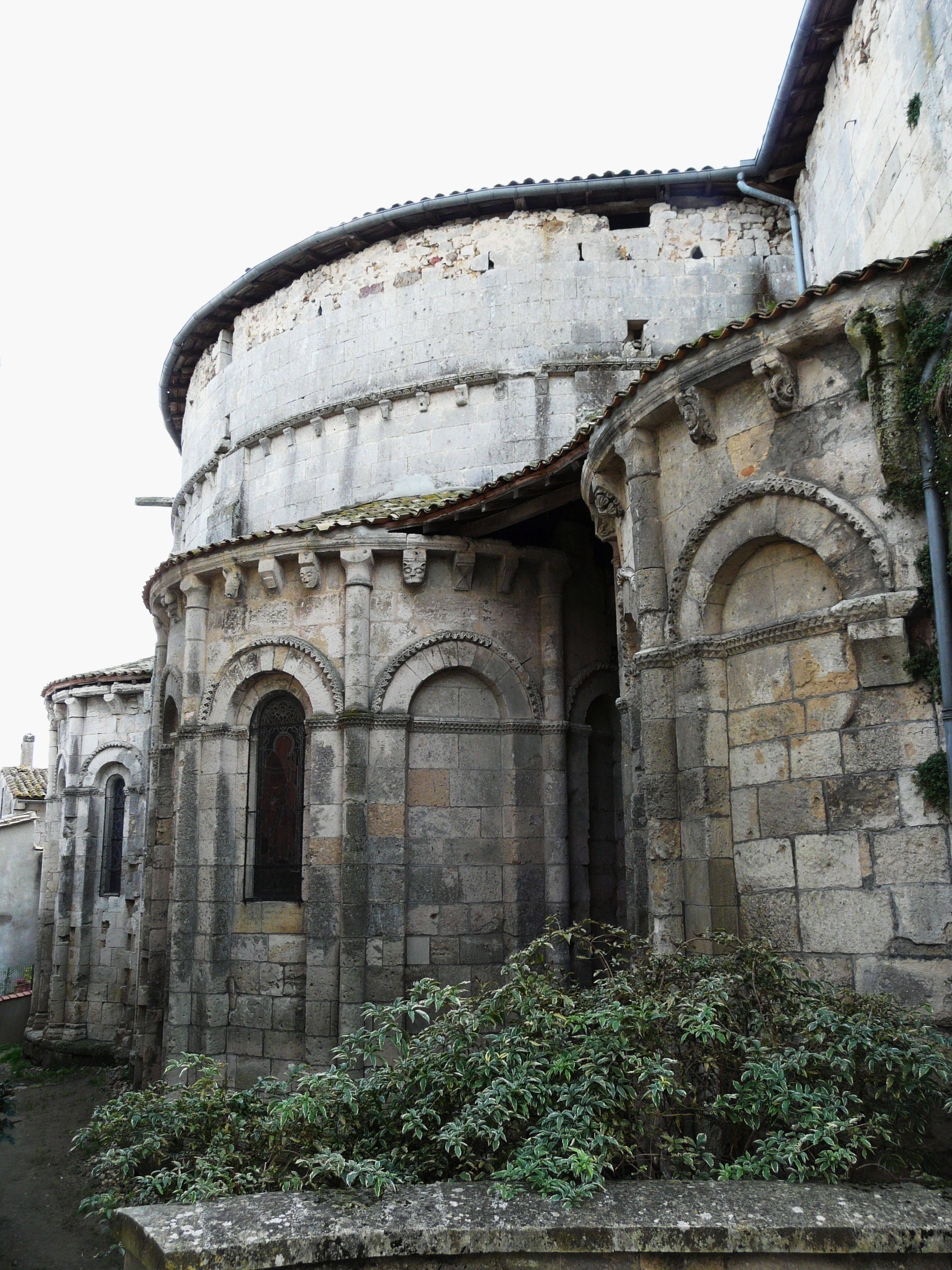
Notre-Dame

## Testvérvárosok
- Németország Schladen 1994-óta